# Iulius Nemțeanu
Iulius Nemțeanu (n. 4 ianuarie 1957, Piatra Neamț) este un fost fotbalist, în prezent observator LPF.

## Cariera
A început activitatea fotbalistică la clubul Ceahlăul Piatra Neamț, unde a făcut pereche în atac cu Ioan Mironaș.
A făcut parte din lotul de perspectivă al României, cu pregătiri centralizate în țară (Brașov, baza sportivă Snagov, Complex Sportiv 23 August, etc ). La vârsta de 12 ani, prima deplasare în străinătate, în Bulgaria cu echipa de perspectivă a României, unde a jucat un meci amical cu selecționata similară a Bulgariei pe stadionul Vasil Levschi din Sofia.
A debutat în divizia B în anul 1973, la vârsta de 16 ani  la Ceahlăul Piatra Neamț, timp în care a mai fost selecționat la naționala de juniori, jucând pentru calificări la turneul “Prietenia”.
La 18 ani, a fost selectat să facă parte din lotul Poli Iași, echipă din prima divizie a țării. Astfel, debutul în div.A s-a făcut în august 1975 unde a jucat peste 150 de jocuri cu peste 50 de goluri marcate. A mai jucat în divizia secundă peste 120 de meciuri unde a marcat peste 70 de goluri.
Printre echipele la care a evoluat amintim: în div. A Poli Iași, FC Baia Mare, FC Bihor și Dinamo București cu care a câștigat campionatul și Cupa României. Tot în același sezon cu Dinamo, a ajuns în semifinalele Cupei Campionilor unde Dinamo a fost eliminată de viitoarea câștigătoare a Cupei Campionilor, FC Liverpool.
A avut convocări cu meciuri amicale și oficiale la toate loturile României, dar fără meci official la prima reprezentativă. S-a clasat pe locul doi în clasamentul golgheterilor în ediția 1982-1983 la un gol diferență.Este Observator Federal încă din anul 2000, iar din 2014 figurează pe lista Observatorilor Federali la Liga I.
În plan personal, este absolvent al Facultății de Hidrotehnică din Iași, în prezent fiind ing la Hidroelectrica SA.

## Legături externe
- Iulius Nemțeanu la worldfootball.net